# Карпи
 Тази статия е за племето.  За селото в Егейска Македония вижте Църна река (дем Пеония).  
Карпи е антично племе, обитаващо земите между реките Сирет и Прут в днешните Западна Молдавия и Североизточна Румъния. Тяхното съществуване е засвидетелствано от средата на II век сл. Хр. до началото на IV век. Приемат се за родствено племе на даките и гетите, част от т.нар. Свободни даки (на латински: Daci liberi), останали незавладени от Римската империя. Според други хипотези може да имат връзка с прото-славяните или източните келти.

## Исторически извори
Споменават се от Клавдий Птолемей („География“ § 3.5.10) през втори век под името Карпиани – (латински Karpátes, гръцки Καρπάτης). Вероятно от карпите произлиза името на планината Карпати, но е възможна и обратната теза че римляните обозначават с името Carpiani племето което обитава тези планини.
На изток карпите са съседи със степните племена роксолани и сармати, на север – с бастарните и костобоките, на югозапад – с римска Дакия, на югоизток – с певкините край делтата на Дунав. Отношенията на карпите с Римската империя често са враждебни и през 3-4 век те правят набези в Дакия и Панония, нахлувайки съвместно с готи, сармати и други. Император Филип Арабина води кампания срещу карпи и костобоки, нахлули в империята през Дунав, след което приема почетната титла Carpicus Maximus през 247 г.
В 250-1 г. карпите участват в коалиция заедно с готите при похода им в Мизия и Тракия. В следващите десетилетия, набезите на карпите стават редовни, докато не са победени заедно със сарматите от Аврелиан през 272 г. В последното десетилетие на трети век те отново прекосяват долното течение на Дунав и са разбити от Диоклециан и Галерий, който е споменат като петкратен победител на карпите в надпис датиран от 308 г. През 318 г. карпите са победени от Константин Велики и ги преселва като колони южно от Дунав. Според Константин Иречек, който се позовава на Павел Шафарик и Марин Дринов, това бележи началото на славянската колонизация на Балканския полуостров.
За последно се споменават с името карподаки (Зосим 4.34.6) по времето на Теодосий I, който отблъсва тяхното нападение на юг от Дунав, заедно със скири и хуни. Може би по-късно стават част от Кралството на тервингите и името им изчезва.